# Кубок Англії з футболу 1996—1997
Кубок Англії з футболу 1996—1997 — 116-й розіграш найстарішого футбольного турніру у світі, Кубка виклику Футбольної Асоціації, також відомого як Кубок Англії.

## Кваліфікаційні раунди
Усі клуби, що беруть участь у змаганнях, але не грають Прем'єр-лізі або в Чемпіоншипі повинні пройти кваліфікаційні раунди.

## Перший раунд
На цій стадії турніру починають грати клуби з Першої та Другої ліг.
| Дата                      | Господарі                | Рахунок      | Гості                    |
| ------------------------- | ------------------------ | ------------ | ------------------------ |
| 15 листопада              | Вокінг                   | 2:2          | Міллволл                 |
| 26 листопада Перегравання | Міллволл                 | 0:1          | Вокінг                   |
| 16 листопада              | Ашфорд Юнайтед           | 2:2          | Дагенем енд Ребридж      |
| 25 листопада Перегравання | Дагенем енд Ребридж      | 1:1 пен. 3:4 | Ашфорд Юнайтед           |
| 16 листопада              | Візбіч Таун              | 1:2          | Сент-Олбанс Сіті         |
| 16 листопада              | Торкі Юнайтед            | 0:1          | Лутон Таун               |
| 16 листопада              | Свонсі Сіті              | 1:1          | Бристоль Сіті            |
| 26 листопада Перегравання | Бристоль Сіті            | 1:0          | Свонсі Сіті              |
| 16 листопада              | Садбері Таун             | 0:0          | Брайтон енд Гоув Альбіон |
| 26 листопада Перегравання | Брайтон енд Гоув Альбіон | 1:1 пен. 3:4 | Садбері Таун             |
| 16 листопада              | Стокпорт Каунті          | 2:1          | Донкастер Роверз         |
| 16 листопада              | Стівенідж Боро           | 2:2          | Хейз                     |
| 26 листопада Перегравання | Хейз                     | 0:2          | Стівенідж Боро           |
| 16 листопада              | Шрусбері Таун            | 1:1          | Скарборо                 |
| 26 листопада Перегравання | Скарборо                 | 1:0          | Шрусбері Таун            |
| 16 листопада              | Сканторп Юнайтед         | 4:1          | Ротергем Юнайтед         |
| 16 листопада              | Ранкорн                  | 1:4          | Дарлінгтон               |
| 16 листопада              | Престон Норт-Енд         | 4:1          | Олтрінгем                |
| 16 листопада              | Плімут Аргайл            | 5:0          | Фулгем                   |
| 16 листопада              | Пітерборо Юнайтед        | 0:0          | Челтенгем Таун           |
| 27 листопада Перегравання | Челтенгем Таун           | 1:3 дч       | Пітерборо Юнайтед        |
| 16 листопада              | Нортвіч Вікторія         | 2:2          | Волсолл                  |
| 26 листопада Перегравання | Волсолл                  | 3:1          | Нортвіч Вікторія         |
| 16 листопада              | Менсфілд Таун            | 4:0          | Консетт                  |
| 16 листопада              | Маклсфілд Таун           | 0:2          | Рочдейл                  |
| 16 листопада              | Лейтон Орієнт            | 2:1          | Мертір-Тідвіл            |
| 16 листопада              | Генсфорд Таун            | 2:1          | Саутпорт                 |
| 16 листопада              | Гартліпул Юнайтед        | 0:0          | Йорк Сіті                |
| 26 листопада Перегравання | Йорк Сіті                | 3:0          | Гартліпул Юнайтед        |
| 16 листопада              | Джиллінгем               | 1:0          | Герефорд Юнайтед         |
| 16 листопада              | Фарнборо Таун            | 2:2          | Барнет                   |
| 26 листопада Перегравання | Барнет                   | 1:0          | Фарнборо Таун            |
| 16 листопада              | Кру Александра           | 4:1          | Кіддермінстер Гарріерз   |
| 16 листопада              | Колуїн-Бей               | 1:1          | Рексем                   |
| 26 листопада Перегравання | Рексем                   | 2:0          | Колуїн-Бей               |
| 16 листопада              | Колчестер Юнайтед        | 1:2          | Вікем Вондерерз          |
| 16 листопада              | Честерфілд               | 1:0          | Бері                     |
| 16 листопада              | Честер Сіті              | 3:0          | Стейлібрідж Селтік       |
| 16 листопада              | Карлайл Юнайтед          | 6:0          | Динамо (Шепшед)          |
| 16 листопада              | Кардіфф Сіті             | 2:0          | Хендон                   |
| 16 листопада              | Кембридж Юнайтед         | 3:0          | Веллінг Юнайтед          |
| 16 листопада              | Бернлі                   | 2:1          | Лінкольн Сіті            |
| 16 листопада              | Бромлі                   | 1:3          | Енфілд                   |
| 16 листопада              | Бристоль Роверз          | 1:2          | Ексетер Сіті             |
| 16 листопада              | Брентфорд                | 2:0          | Борнмут                  |
| 16 листопада              | Бостон Юнайтед           | 3:0          | Моркам                   |
| 16 листопада              | Борем Вуд                | 1:1          | Рашден енд Даймондс      |
| 26 листопада Перегравання | Рашден енд Даймондс      | 2:3          | Борем Вуд                |
| 16 листопада              | Блекпул                  | 1:0          | Віган Атлетік            |
| 17 листопада              | Вітбі Таун               | 0:0          | Галл Сіті                |
| 26 листопада Перегравання | Галл Сіті                | 8:4          | Вітбі Таун               |
| 17 листопада              | Нортгемптон Таун         | 0:1          | Вотфорд                  |
| 17 листопада              | Ньюкасл Таун             | 0:2          | Ноттс Каунті             |

## Другий раунд
До другого раунду увійшли переможці першого раунду. 
| Дата                   | Господарі         | Рахунок      | Гості             |
| ---------------------- | ----------------- | ------------ | ----------------- |
| 6 грудня               | Плімут Аргайл     | 4:1          | Ексетер Сіті      |
| 7 грудня               | Рексем            | 2:2          | Сканторп Юнайтед  |
| 17 грудня Перегравання | Сканторп Юнайтед  | 2:3          | Рексем            |
| 7 грудня               | Вотфорд           | 5:0          | Ашфорд Юнайтед    |
| 7 грудня               | Волсолл           | 1:1          | Бернлі            |
| 23 грудня Перегравання | Бернлі            | 1:1 пен. 4:2 | Волсолл           |
| 7 грудня               | Садбері Таун      | 1:3          | Брентфорд         |
| 7 грудня               | Престон Норт-Енд  | 2:3          | Йорк Сіті         |
| 7 грудня               | Ноттс Каунті      | 3:1          | Рочдейл           |
| 7 грудня               | Менсфілд Таун     | 0:3          | Стокпорт Каунті   |
| 7 грудня               | Лутон Таун        | 2:1          | Борем Вуд         |
| 7 грудня               | Лейтон Орієнт     | 1:2          | Стівенідж Боро    |
| 7 грудня               | Галл Сіті         | 1:5          | Кру Александра    |
| 7 грудня               | Енфілд            | 1:1          | Пітерборо Юнайтед |
| 17 грудня Перегравання | Пітерборо Юнайтед | 4:1          | Енфілд            |
| 7 грудня               | Честерфілд        | 2:0          | Скарборо          |
| 7 грудня               | Честер Сіті       | 1:0          | Бостон Юнайтед    |
| 7 грудня               | Карлайл Юнайтед   | 1:0          | Дарлінгтон        |
| 7 грудня               | Кардіфф Сіті      | 0:2          | Джиллінгем        |
| 7 грудня               | Кембридж Юнайтед  | 0:2          | Вокінг            |
| 7 грудня               | Бристоль Сіті     | 9:2          | Сент-Олбанс Сіті  |
| 7 грудня               | Блекпул           | 0:1          | Генсфорд Таун     |
| 7 грудня               | Барнет            | 3:3          | Вікем Вондерерз   |
| 17 грудня Перегравання | Вікем Вондерерз   | 3:2          | Барнет            |

## Третій раунд
Переможці другого раунду зіграли з усіма командами з Прем'єр-ліги та Чемпіоншипу.
| Дата                  | Господарі               | Рахунок | Гості                |
| --------------------- | ----------------------- | ------- | -------------------- |
| 4 січня               | Рексем                  | 1:1     | Вест Гем Юнайтед     |
| 25 січня Перегравання | Вест Гем Юнайтед        | 0:1     | Рексем               |
| 4 січня               | Вулвергемптон Вондерерз | 1:2     | Портсмут             |
| 4 січня               | Стівенідж Боро          | 0:2     | Бірмінгем Сіті       |
| 4 січня               | Шеффілд Венсдей         | 7:1     | Грімсбі Таун         |
| 4 січня               | Редінг                  | 3:1     | Саутгемптон          |
| 4 січня               | Квінз Парк Рейнджерс    | 1:1     | Гаддерсфілд Таун     |
| 14 січня Перегравання | Гаддерсфілд Таун        | 1:2     | Квінз Парк Рейнджерс |
| 4 січня               | Плімут Аргайл           | 0:1     | Пітерборо Юнайтед    |
| 4 січня               | Ноттінгем Форест        | 3:0     | Іпсвіч Таун          |
| 4 січня               | Норвіч Сіті             | 1:0     | Шеффілд Юнайтед      |
| 4 січня               | Мідлсбро                | 6:0     | Честер Сіті          |
| 4 січня               | Ліверпуль               | 1:0     | Бернлі               |
| 4 січня               | Челсі                   | 3:0     | Вест-Бромвіч Альбіон |
| 4 січня               | Блекберн Роверз         | 1:0     | Порт Вейл            |
| 4 січня               | Арсенал                 | 1:1     | Сандерленд           |
| 15 січня Перегравання | Сандерленд              | 0:2     | Арсенал              |
| 5 січня               | Вікем Вондерерз         | 0:2     | Бредфорд Сіті        |
| 5 січня               | Манчестер Юнайтед       | 2:0     | Тоттенгем Готспур    |
| 5 січня               | Евертон                 | 3:0     | Свіндон Таун         |
| 5 січня               | Чарльтон Атлетик        | 1:1     | Ньюкасл Юнайтед      |
| 15 січня Перегравання | Ньюкасл Юнайтед         | 1:2 дч  | Чарльтон Атлетик     |
| 13 січня              | Генсфорд Таун           | 1:0     | Йорк Сіті            |
| 14 січня              | Ноттс Каунті            | 0:0     | Астон Вілла          |
| 22 січня Перегравання | Астон Вілла             | 3:0     | Ноттс Каунті         |
| 14 січня              | Карлайл Юнайтед         | 1:0     | Транмер Роверз       |
| 14 січня              | Честерфілд              | 2:0     | Бристоль Сіті        |
| 14 січня              | Барнслі                 | 2:0     | Олдем Атлетік        |
| 14 січня              | Вотфорд                 | 0:0     | Оксфорд Юнайтед      |
| 21 січня Перегравання | Оксфорд Юнайтед         | 2:0     | Вотфорд              |
| 14 січня              | Крістал Пелес           | 2:2     | Лідс Юнайтед         |
| 25 січня Перегравання | Лідс Юнайтед            | 1:0     | Крістал Пелес        |
| 15 січня              | Сандерленд              | 0:2     | Арсенал              |
| 15 січня              | Сток Сіті               | 0:2     | Стокпорт Каунті      |
| 15 січня              | Лестер Сіті             | 2:0     | Саутенд Юнайтед      |
| 21 січня              | Вімблдон                | 2:0     | Кру Александра       |
| 21 січня              | Джиллінгем              | 0:2     | Дербі Каунті         |
| 21 січня              | Лутон Таун              | 1:1     | Болтон Вондерерз     |
| 25 січня Перегравання | Болтон Вондерерз        | 6:2     | Лутон Таун           |
| 25 січня              | Брентфорд               | 0:1     | Манчестер Сіті       |
| 25 січня              | Ковентрі Сіті           | 1:1     | Вокінг               |
| 4 лютого Перегравання | Вокінг                  | 1:2     | Ковентрі Сіті        |

## Четвертий раунд
У цьому раунді зіграли переможці попереднього етапу.
| Дата                  | Господарі            | Рахунок | Гості             |
| --------------------- | -------------------- | ------- | ----------------- |
| 25 січня              | Квінз Парк Рейнджерс | 3:2     | Барнслі           |
| 25 січня              | Портсмут             | 3:0     | Редінг            |
| 25 січня              | Манчестер Юнайтед    | 1:1     | Вімблдон          |
| 4 лютого Перегравання | Вімблдон             | 1:0     | Манчестер Юнайтед |
| 25 січня              | Лестер Сіті          | 2:1     | Норвіч Сіті       |
| 25 січня              | Генсфорд Таун        | 2:3     | Мідлсбро          |
| 25 січня              | Евертон              | 2:3     | Бредфорд Сіті     |
| 25 січня              | Дербі Каунті         | 3:1     | Астон Вілла       |
| 25 січня              | Карлайл Юнайтед      | 0:2     | Шеффілд Венсдей   |
| 25 січня              | Бірмінгем Сіті       | 3:1     | Стокпорт Каунті   |
| 26 січня              | Ньюкасл Юнайтед      | 1:2     | Ноттінгем Форест  |
| 26 січня              | Челсі                | 4:2     | Ліверпуль         |
| 4 лютого              | Пітерборо Юнайтед    | 2:4     | Рексем            |
| 4 лютого              | Болтон Вондерерз     | 2:3     | Честерфілд        |
| 4 лютого              | Арсенал              | 0:1     | Лідс Юнайтед      |
| 5 лютого              | Манчестер Сіті       | 3:1     | Вотфорд           |
| 5 лютого              | Блекберн Роверз      | 1:2     | Ковентрі Сіті     |

## П'ятий раунд
На цьому етапі зіграли переможці попереднього раунду.
| Дата                   | Господарі      | Рахунок | Гості                |
| ---------------------- | -------------- | ------- | -------------------- |
| 15 лютого              | Вімблдон       | 2:1     | Квінз Парк Рейнджерс |
| 15 лютого              | Манчестер Сіті | 0:1     | Мідлсбро             |
| 15 лютого              | Лідс Юнайтед   | 2:3     | Портсмут             |
| 15 лютого              | Честерфілд     | 1:0     | Ноттінгем Форест     |
| 15 лютого              | Бірмінгем Сіті | 1:3     | Рексем               |
| 16 лютого              | Лестер Сіті    | 2:2     | Челсі                |
| 26 лютого Перегравання | Челсі          | 1:0 дч  | Лестер Сіті          |
| 16 лютого              | Дербі Каунті   | 3:2     | Ковентрі Сіті        |
| 16 лютого              | Бредфорд Сіті  | 0:1     | Шеффілд Венсдей      |

## Шостий раунд
На цьому етапі зіграли переможці попереднього раунду.
| Дата      | Господарі       | Рахунок | Гості    |
| --------- | --------------- | ------- | -------- |
| 8 березня | Дербі Каунті    | 0:2     | Мідлсбро |
| 9 березня | Шеффілд Венсдей | 0:2     | Вімблдон |
| 9 березня | Портсмут        | 1:4     | Челсі    |
| 9 березня | Честерфілд      | 1:0     | Рексем   |

## Півфінали
У півфіналах зіграли команди, що перемогли на попередньому етапі.
| Дата                   | Господарі  | Рахунок | Гості      |
| ---------------------- | ---------- | ------- | ---------- |
| 13 квітня              | Вімблдон   | 0:3     | Челсі      |
| 13 квітня              | Мідлсбро   | 3:3     | Честерфілд |
| 22 квітня Перегравання | Честерфілд | 0:3     | Мідлсбро   |

## Фінал
| 17 травня 1997 |

| Челсі                   | 2:0      | Мідлсбро |
| ----------------------- | -------- | -------- |
| Ді Маттео 1' Ньютон 83' | Протокол |          |

| Вемблі, Лондон Глядачів: 79 160 Арбітр: Стівен Лодж |